# Cut Chemist
Cut Chemist, tak naprawdę Lucas Macfadden, jest amerykańskim DJ-em, który należał do hip-hopowej grupy Jurassic 5 i zespołu Ozomatli grającego muzykę latynoską wymieszaną z funkiem i hip-hopem. Karierę rozpoczął głównie dzięki uczestnictwie w hiphopowej grupie Unity Committee a swój debiut zaliczył wydając singel w 1993 roku pt. Unified Rebelution.

## Dyskografia

### Wydania
- The Audience's Listening (2007)
- Brainfreeze (12")
- Live at Future Primitive Sound Session Version 1.1 (CD)
- Product Placement (2x12")
- Product Placement (CD)
- Brain Freeze Original Sound Track (CD)
- The Litmus Test (CD)
- Rare Equations (2xCD)

### Remiksy
- The Re-Return Of The Original Art Form (12")
- Midnight In A Perfect World (12")
- Midnight In A Perfect World / The Number Song (12")
- The Remix EP (12")
- Midnight In A Perfect World / Number Song (CD 5")
- Number Song / Painkiller (12")
- A2G EP (12")
- Cut Chemist Suite (12")
- Remixes (12")
- Super Bowl Sundae (12")
- The Art Of War: Who Dares Wins (2xCD)
- Now, Listen! (CD)
- Urban Theory Presents...Meltdown (2x12")
- Urban Theory Presents: Meltdown (2xCD)
- One To Grow On (CD)
- Herbal Blend (2x12")
- Solid Steel Resentyment The Herbaliser – Herbal Blend (CD)
- The Document II (3x12")
- The Document II (CD)

### Skrecze
- The Funky Precedens (CD)
- Later That Day (2x12")
- Street Signs (CD)

### Produkcje
- Jurassic 5 EP (2x12")
- Jurassic 5 EP (12")
- Concrete Schoolyard (12")
- Improvise / Lesson 6: The Lecture (12")
- Jayou / Action Satisfaction (12")
- Jayou / Without A Doubt (12")
- A2G (12")
- A2G EP (2x12")
- Jurassic 5 (LP)
- Nia (3x12")
- The Funky Precedent (CD)
- The Litmus Test (CD)

### DJ-mixy
- Brainfreeze (CD)
- The Litmus Test (CD)

### Gościnne występy na albumach
- Got What You Need (12")
- The 5 O'Clock Shadow EP (12")
- My Vinyl Weighs A Ton (CD)
- My Vinyl Weighs a Ton (2x12")
- Tale of Five Cities (12")
- 2001: A Rhyme Odyssey (3x12")
- 2001: A Rhyme Odyssey (CD)
- No Categories 3:: A Ubiquity Compilation (2xCD)
- Embrace The Chaos (CD)
- Blazing Arrow (2x12")
- Blazing Arrow (CD)
- The Private Press (Limited Edition) (2xCD)
- Freestyle (Steinski's Additive Remix) (12")
- Later That Day... (CD)
- Make Yourself (CD)
- Chemical Calisthenics (CD)

### Gościnne występy w utworach
- Audio Alchemy (Experiments In Beat Reconstruction) (2x12")
- Audio Alchemy (Experiments In Beat Reconstruction) (CD)
- Scratchmasters Volume #3 (CD)
- Return Of The D.J. Vol. 1 (CD)
- Return Of The DJ Vol. 1 (2x12")
- Deep Concentration (2xCD)
- The Funky Precedent (CD)
- Urban Revolutions The Future Primitive Sound Collective (3x12")
- Bunky's Pick (CD 5")
- Bunky's Pick (12")
- Product Placement (2x12")
- Slinky Presents Superclub DJ's (2xCD)
- In The Mix / Live (12")
- Later That Day... (CD)
- The Ultimate Lessons (2x12")
- The Ultimate Lessons (CD)
- The Ultimate Lessons 2 (2x12")
- The Ultimate derbil 2 (CD)